# Union d'Erfurt

L'Union d'Erfurt (en jaune).

L'Union d'Erfurt (Erfurter Unionsparlament en allemand) était une assemblée parlementaire qui a siégé du 20 mars au 29 avril 1850. Après l'échec du parlement de Francfort créé par la révolution de Mars, cette assemblée avait pour but de permettre la rédaction d'une constitution pour une future Allemagne unifiée sous la domination de la Prusse, dite solution petite-allemande, en opposition avec la solution grande-allemande où le nouvel État aurait été dominé par l'Autriche. L'union d'Erfurt est née de la volonté de Joseph von Radowitz de mener une politique d'union afin d'unifier l'Allemagne « par le haut ».

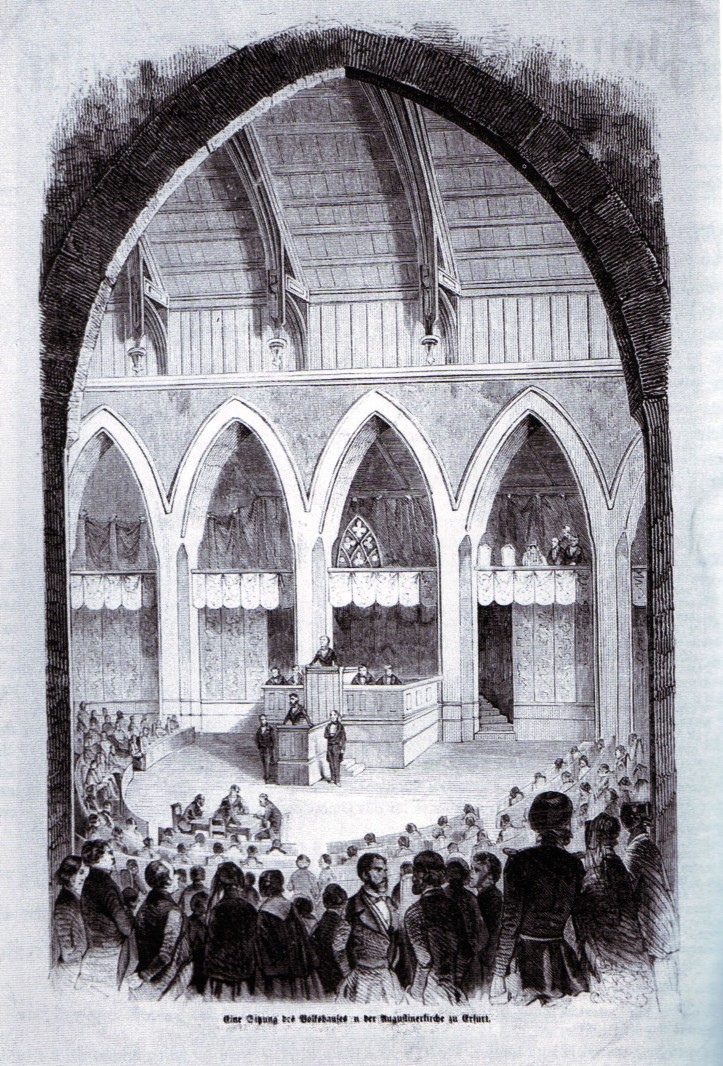
L'Église des Augustins, siège de l'Union d'Erfurt

Elle était constituée de deux chambres : une sorte d'assemblée nationale, populaire, et une assemblée des États constituée des membres de la confédération germanique voulant participer à l'Union. Elle siégeait dans l'Église Saint-Augustin d'Erfurt. 
La plupart des membres de la fraction casino ayant participé au parlement de Gotha tels que Friedrich Daniel Bassermann, Ludolf Camphausen, Friedrich Christoph Dahlmann, Heinrich von Gagern, Karl Mathy ou Eduard Simson vinrent siéger dans ce nouveau parlement afin de terminer le travail de rédaction d'une constitution commencée dans l'Église Saint-Paul de Francfort-sur-le-Main.
Hans-Ulrich Wehler a déclaré que la politique de l'Union avait voulu fabriquer un État sans avoir à faire une guerre hégémonique contre l'Autriche. Les libéraux de Gotha ont également été discrédités durant ces évenements, ajoute Jörg-Detlef Kühne, dont la volonté de compromis compromettait encore une fois la politique prussienne.
L'Union était dans la droite lignée de celle de Francfort et suit les idées de Radowitz. Seuls les conservateurs, parmi lesquels Otto von Bismarck et Ernst Ludwig von Gerlach firent entendre leur différence. 
La mise en place de cette constitution échoua parce que les États faisant partie de l'alliance des trois rois, c'est-à-dire la Prusse, le Hanovre et la Saxe, n'étaient pas tous prêts à reconnaître l'hégémonie prussienne. Le commissaire responsable de cette alliance était Albert von Carlowitz (de). Les pressions venues d'Autriche ont eu un rôle déterminant dans la frilosité des trois États.
Cette Union se conclut donc par un échec. Le 29 novembre 1850, l'Autriche oblige la Prusse lors de la conférence d'Olmütz à renoncer à ses prétentions et à dissoudre l'Union d'Erfurt.